# Mon ange (film, 2016)
Pour les articles homonymes, voir Mon ange.
Pour plus de détails, voir Fiche technique et Distribution.
Mon ange est une romance belge de Harry Cleven sortie en 2016.

## Synopsis
Cet Ange est un petit garçon qui est doté d'une incroyable singularité : il est invisible. 
Lorsqu'il fait la rencontre de Madeleine, petite fille aveugle, il en tombe éperdument amoureux...
Leur amour ne cesse de croitre, jusqu'au jour où Madeleine peut enfin lui annoncer une nouvelle… qui va bouleverser leur vie à tous deux : elle va retrouver la vue...

## Fiche technique
- Titre : Mon Ange
- Réalisation : Harry Cleven
- Scénario : Harry Cleven, Thomas Gunzig
- Musique : George Alexander van Dam
- Producteurs : Daniel Marquet, Jaco Van Dormael, Olivier Rausin
  - Producteur associé : Philippe Logie
- Production : Après le Déluge, Climax Films, Savage Films, Terra Incognita Films
- Pays :  Belgique
- Durée : 80 minutes
- Genre : Romance
- Dates de sortie : 
  -  Espagne : 10 octobre 2016 (Sitges Film Festival)
  -  Italie : 2 novembre 2016 (Trieste Science+Fiction Festival)
  -  Estonie : 11 novembre 2016 (Festival du film Nuits noires de Tallinn)
  -  Belgique : 26 avril 2017
  -  Suisse : 5 juillet 2017 (Festival international du film fantastique de Neuchâtel 2017)

## Distribution
- Hannah Boudreau : Madeleine enfant
- Maya Dory : Madeleine adolescente
- Fleur Geffrier : Madeleine
- Elina Löwensohn : Louise
- François Vincentelli : Père de Mon Ange